# Georges Paulus
Georges Paulus (* 30. Januar 1896 in Paris; † 5. Juli 1937 ebenda) war ein französischer Schwimmer.

## Karriere
Paulus begann seine Karriere auf nationaler Ebene – so gewann er Meisterschaften über 100 m und 300 m Rücken. 1919 brach er den französischen Rekord über 100 m Freistil. Im Jahr 1924 nahm er an den Olympischen Spielen in seiner Heimatstadt Paris teil. Dort scheiterte er im Wettbewerb über 100 m Rücken als Fünfter seines Vorlaufs am Weiterkommen. Später wurde er Direktor des Schwimmvereins Canards du Lutèce. 1937 kam er bei einem Autounfall ums Leben.